# Tòa thị chính thành phố Christchurch
Tòa thị chính thành phố Christchurch, từ năm 2007 chính thức được gọi là Tòa thị chính của Nghệ thuật biểu diễn, được khai trương vào năm 1972, là thành phố nghệ thuật biểu diễn hàng đầu của New Zealand. Nó nằm ở thành phố trung tâm bên bờ sông Avon nhìn ra quảng trường Victoria, đối diện với vị trí cũ của Trung tâm Hội nghị đã bị phá hủy ở thành phố Christchurch. Do thiệt hại đáng kể kéo dài trong trận động đất ở tháng 2 năm 2011, nó đã bị đóng cửa cho đến năm 2019. Nhân viên hội đồng thành phố ban đầu đề nghị phá hủy tất cả trừ khán phòng chính, nhưng tại một cuộc họp vào tháng 11 năm 2012, các ủy viên hội đồng đã bỏ phiếu để xây dựng lại toàn bộ hội trường.

## Lịch sử
Tòa thị chính đầu tiên ở thành phố Christchurch được xây dựng ở góc đường Hereford và Quảng trường Nhà thờ, từ đó người ta sẽ nhìn xuống đường Sumner (từ đổi tên thành Phố cao). Các verandah đã được sử dụng như là chỗ làm việc của các cuộc bầu cử.

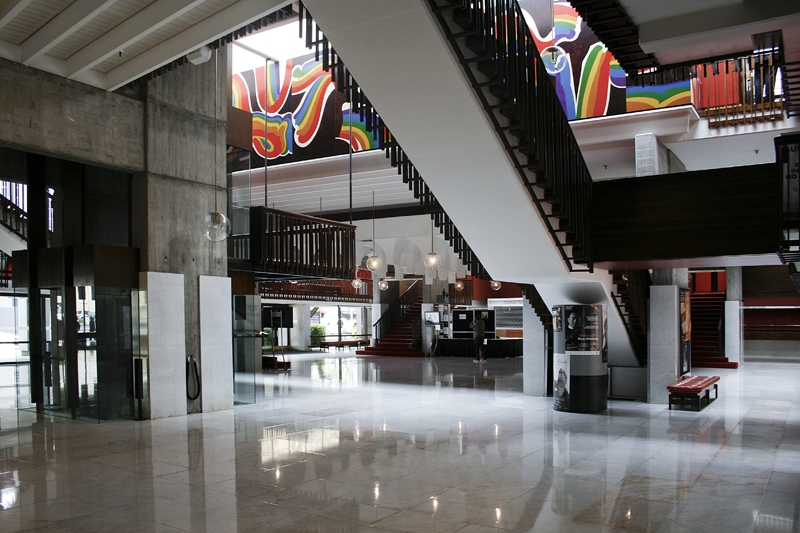
Sảnh của Tòa thị chính thành phố Christchurch

Tòa nhà hiện tại là một phần của một trung tâm dân sự dự kiến cho thành phố Christchurch. Phần I, Tòa thị chính thành phố Christchurch, được khai mạc vào ngày 30 tháng 9 năm 1972 bởi Toàn quyền, Ngài Denis Blundell. Dự án được thực hiện bởi sáu chính quyền địa phương lãnh thổ đô thị, tức là Hội đồng thành phố Christchurch, Hội đồng quận Paparua và Heathcote, Hội đồng Borough Riccarton và Lyttelton và Hội đồng quận Waimairi. Năm trong số các chính quyền địa phương đã được hợp nhất trong các cải cách của chính quyền địa phương năm 1989 và Lyttelton trở thành một phần của thành phố Christchurch vào tháng 3 năm 2006, do đó Hội đồng thành phố Christchurch có trách nhiệm duy nhất cho địa điểm này trong những ngày này.